# Adiantum giganteum
Adiantum giganteum là một loài dương xỉ trong họ Pteridaceae. Loài này được J. Prado mô tả khoa học đầu tiên năm 2001.